# Douglas Smith
Douglas Alexander Smith (ur. 22 czerwca 1985 w Toronto) – kanadyjski aktor filmowy i telewizyjny.

## Filmografia
- Z Archiwum X (1996) jako miotacz
- Atomowy amant (1999) jako jedenastoletni Adam
- Sprawy rodzinne (2001) jako Patrick Samson
- Partners in Action (2002) jako Teddy
- Lock Her Room (2003) jako Johnny
- Klinika pod kangurem (Out There, 2003) jako Reilly Evans
- Dowody zbrodni (2003) jako 16-letni Ryan Bayes
- Hangman's Curse (2003) jako Elijah Springfield
- Stuck in the Middle with You (2003) jako Sam
- Piżama party (2004) jako Gregg
- State's Evidence (2004) jako Scott
- Everwood (2004) jako Gavin Curtis
- Joan z Arkadii (2004) jako Daniel Shoalar
- CSI: Kryminalne zagadki Miami (2004) jako Jason Henderson
- Rock the Paint (2005) jako Josh
- Zły święty (2005) jako Nicolas Yuleson
- Citizen Duane (2006) jako Duane Balfour
- Jordan w akcji (2006) jako Steven Reynolds
- Krok od domu (2006) jako Colin Parks
- The Beautiful Ordinary (2007) jako Pete
- CSI: Kryminalne zagadki Las Vegas (2006–2007) jako Marlon West
- Trzy na jednego (2006–2011) jako Ben Henrickson
- Antiviral (2012) jako Edward Porris
- The Boy Who Smells Like Fish (2013) jako Mica
- Percy Jackson: Morze potworów (2013) jako Tyson
- Betas (2014) jako Zack Casper
- Stage Fright (2014) jako Buddy Swanson
- Hard Drive (2014) jako Ditch
- Diabelska plansza Ouija (2014) jako Pete
- Terminator: Genisys (2015) jako Eric Thompson
- Evan's Crime (2015) jako Evan White
- Vinyl (2016) jako Gary / Xavier
- Sama przeciw wszystkim (2016) jako Alex
- Bye Bye Man (2017) jako Elliot
- Bottom of the World (2017) jako Alex
- When We Rise (2017) jako Young Man
- Alienista (2018) jako Marcus Isaacson
- Wielkie kłamstewka (2019) jako Corey Brockfield